# 자오저우만

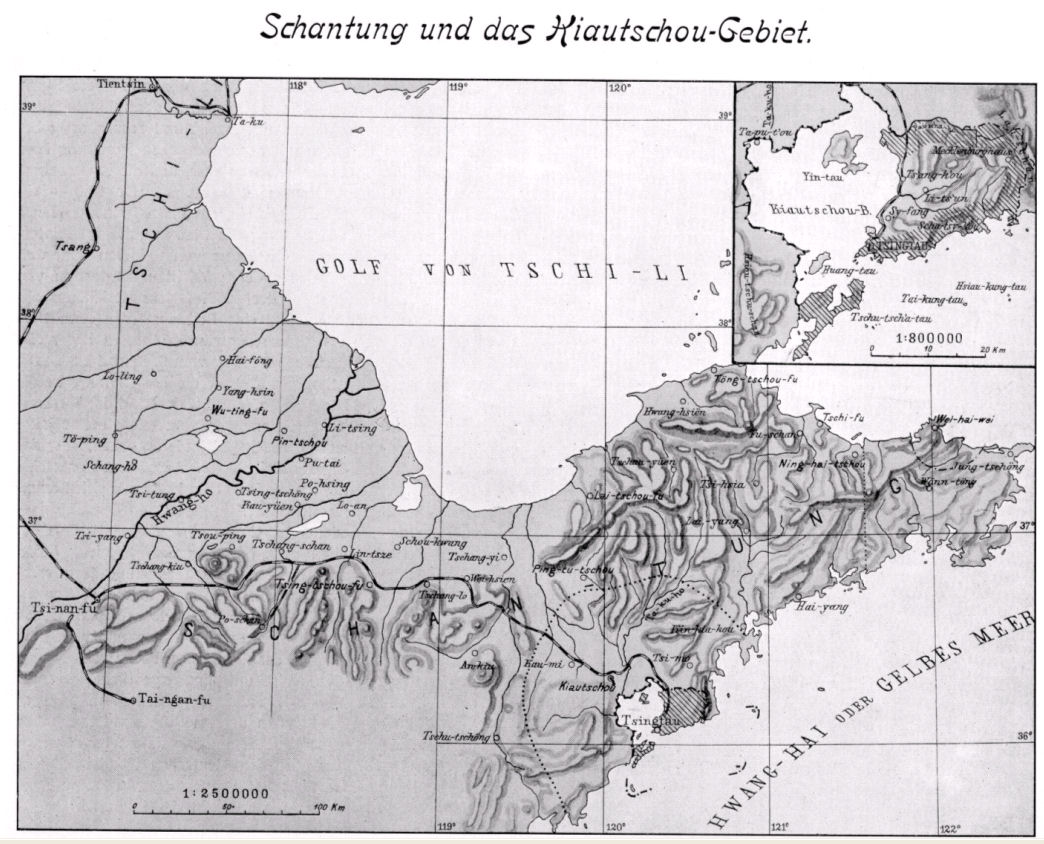
1912년에 제작된 산둥반도와 자오저우만 지도

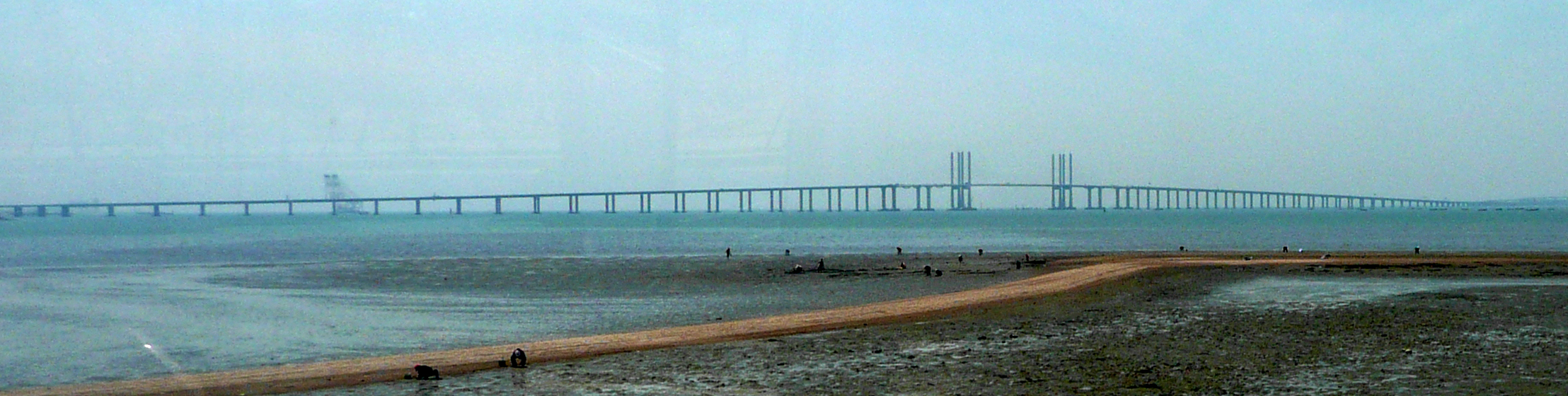
자오저우만 대교

자오저우만(중국어 간체자: 胶州湾, 정체자: 膠州灣, 병음: Jiāozhōu Wān, 한국어: 교주만)은 중화인민공화국 산둥성 칭다오시에 위치한 만으로 길이는 32km, 넓이는 27km, 넓이는 362km2이다. 산둥반도 남쪽에 위치하며 황해와 접한다.
1898년 독일 제국이 청나라와 맺은 조약에 따라 자오저우만 조차지를 이 곳에 설치했다. 제1차 세계 대전 중이던 1914년에는 일본군에 점령되었지만 1922년 중화민국에 반환되었다.